# براندان برازير
براندان برازير هو تريثلت ومؤلف كندي، ولد في 1 مارس 1975 في فانكوفر في كندا.